# Warnstorfia kurilensis
Warnstorfia kurilensis là một loài Rêu trong họ Amblystegiaceae. Loài này được (Smirnova) Schljakov miêu tả khoa học đầu tiên năm 1999.